# Италијански бојни брод Рома (1907)
Рома (итал. Roma, Рим) је био италијански бојни брод класе Ређина Елена. Поринут је у луци Ла Специја 1907. године.
Има готово сличну улогу током италијанско-турског и Првог светског рата као и Виторио Емануеле. Отписан је и исечен 1927. године.